# 瑞云观乡
瑞云观乡，是中华人民共和国河北省张家口怀来县下辖的一个乡镇级行政单位。
总面积118.3平方公里，山区面积占75%-80%，辖11个行政村，共有6000多口人，2200多户，其中山上有横岭村，坊口村等4个村子，林果产业以杏扁、核桃、海棠为主。

## 行政区划
瑞云观乡下辖以下地区：
大山口村、陆家坡村、板达峪村、罗庄子村、小西山村、瑞云观村、东湾村、横岭村、镇边城村、坊口村和坊安峪村。